# Westerås Segelsällskap
Westerås Segelsällskap, WSS, segelsällskap från Västerås, bildat 1883. Sällskapet har cirka 200 familjer registrerade som medlemmar. Dess hamn är Kedjeön mellan Aggarön och Ridön i Västeråsfjärden.